# Ścieżka w koronach drzew w Ciężkowicach
Ścieżka w koronach drzew w Ciężkowicach – ścieżka edukacyjna na stalowym pomoście znajdująca się w kompleksie leśnym na terenie miejscowości Ciężkowice.

## Opis
W dniu 20 lipca 2023 otwarto w kompleksie Lasów Państwowych w Ciężkowicach w przysiółku Rakutowa, ścieżkę w koronach drzew. Ścieżkę o łącznej długości 1014 m umiejscowiono w koronach drzew na średniej wysokości około 17 m nad terenem (maksymalnie 22 m).  Metalowo-drewniany pomost biegnie na całej długości na tym samym poziomie na wysokości około 370 m npm i ma kształt litery omega. Zaczyna się przy budynku wejściowym na ulicy Zakole 12, a kończy się przy ul. Partyzantów. Na jej trasie znajduje się 10 przystanków edukacji ekologicznej, leśnej i przyrodniczej i 6 przystanków sprawnościowych. Ścieżka nie posiada wieży widokowej a jedyny punkt widokowy obejmuje panoramę na Pasmo Brzanki (Morgi, Międzoń, Brzanka, 534 m).
Inwestycja kosztowała ponad 21 milionów złotych, z czego większość to dofinansowanie unijne z Małopolskiego Regionalnego Programu Operacyjnego, a także dotacja Urzędu Marszałkowskiego i środki własne.

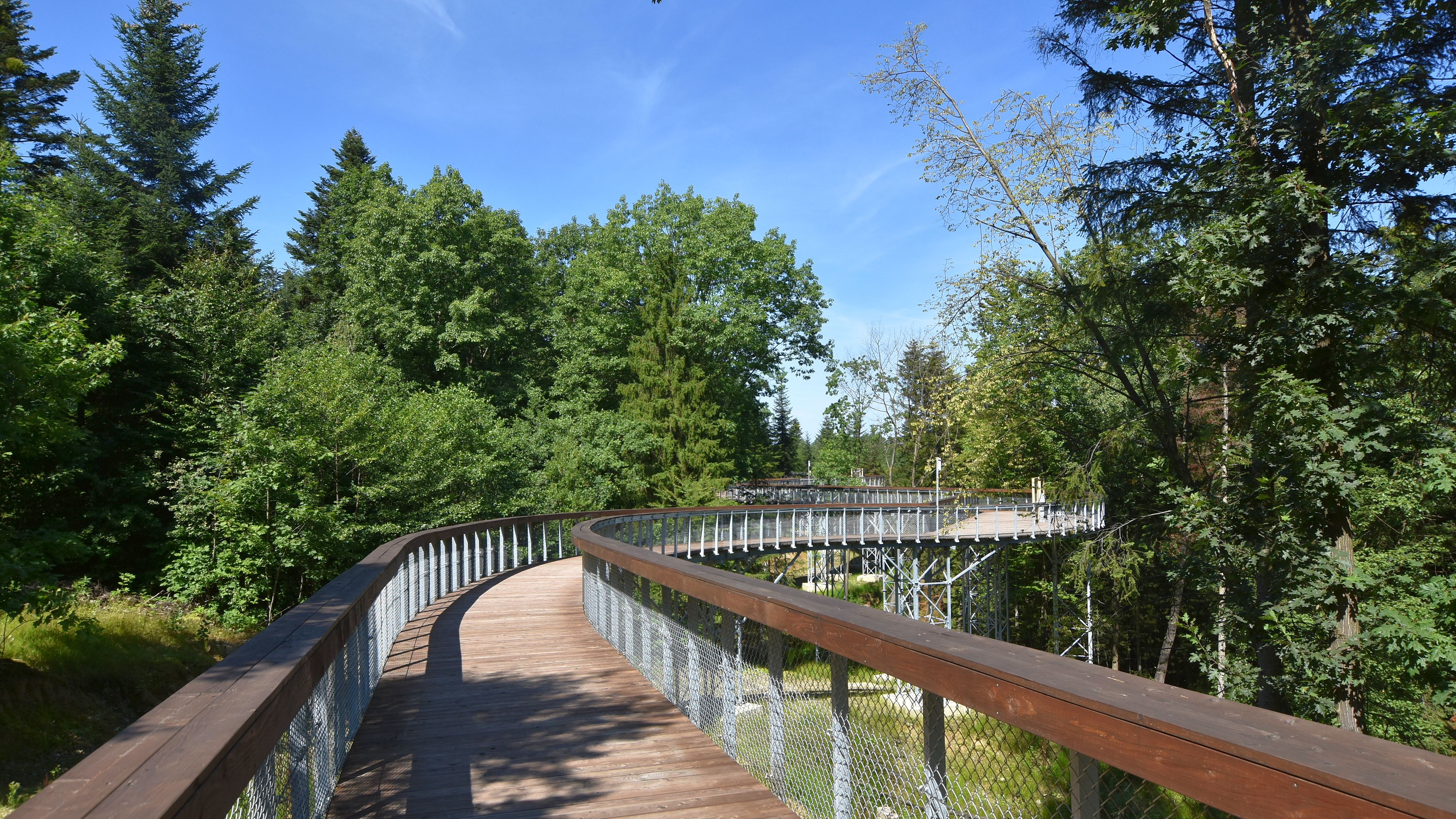
Pomost
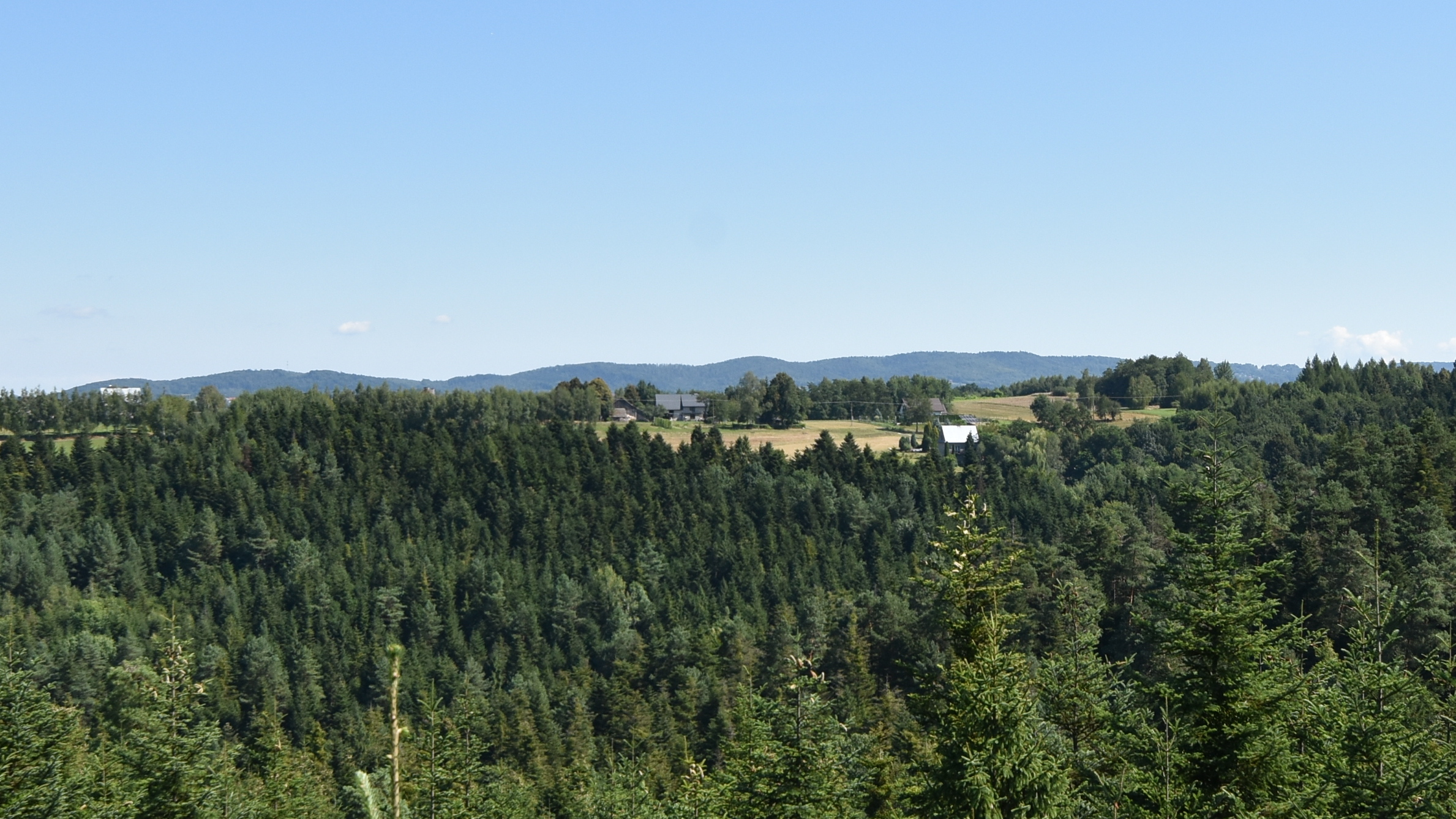
Widok na pasmo Brzanki
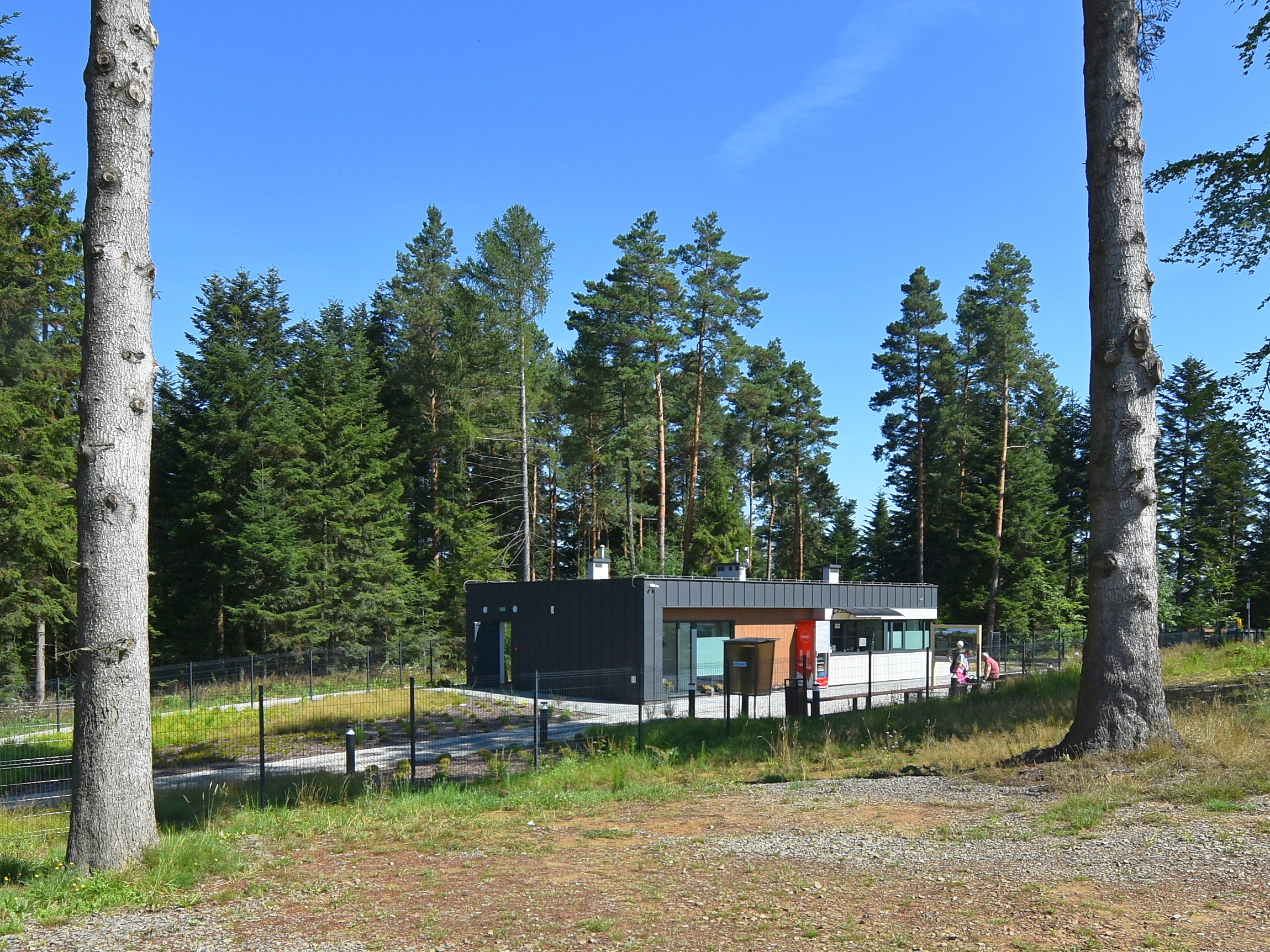
Wejście na ścieżkę

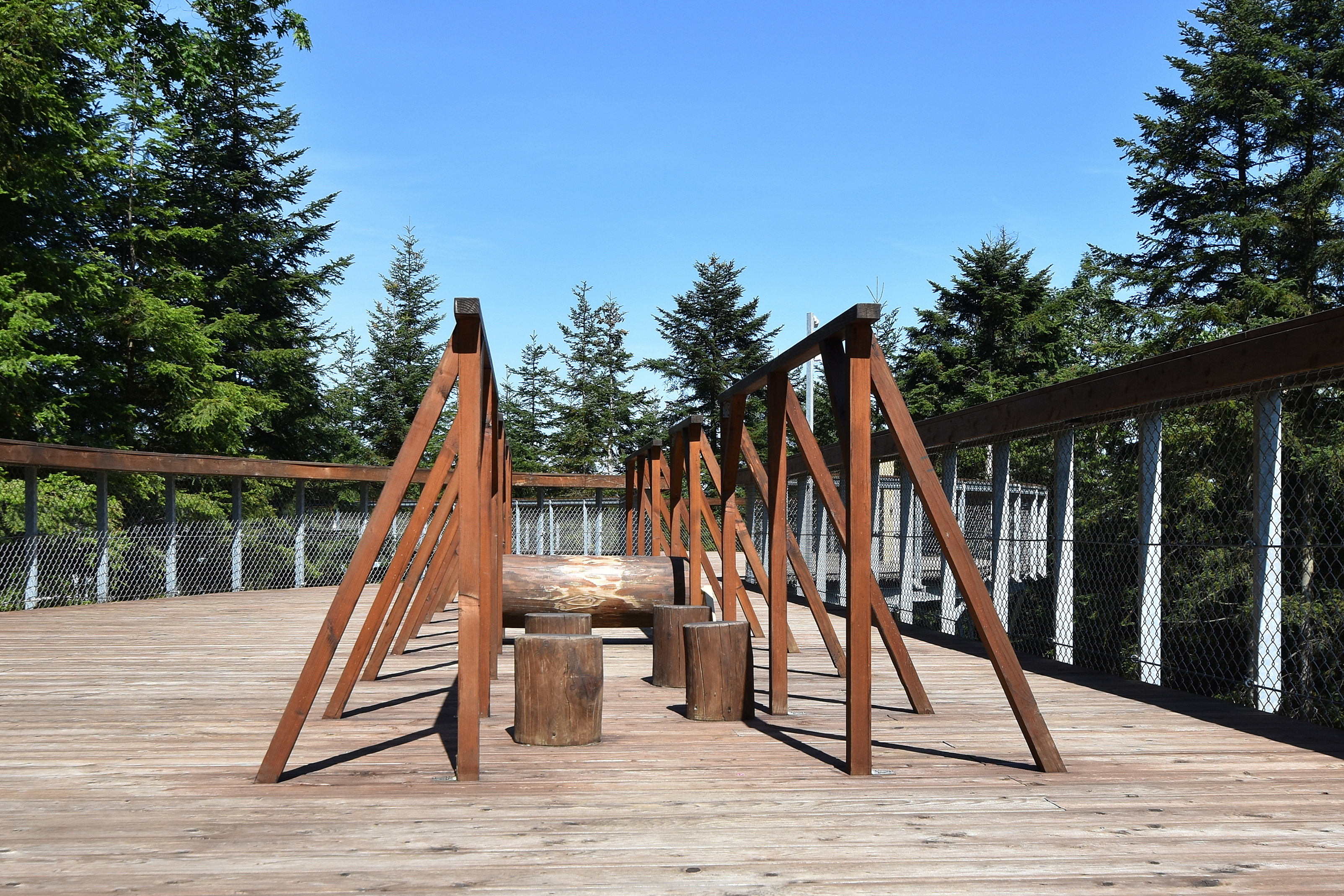
Przystanek sprawnościowy
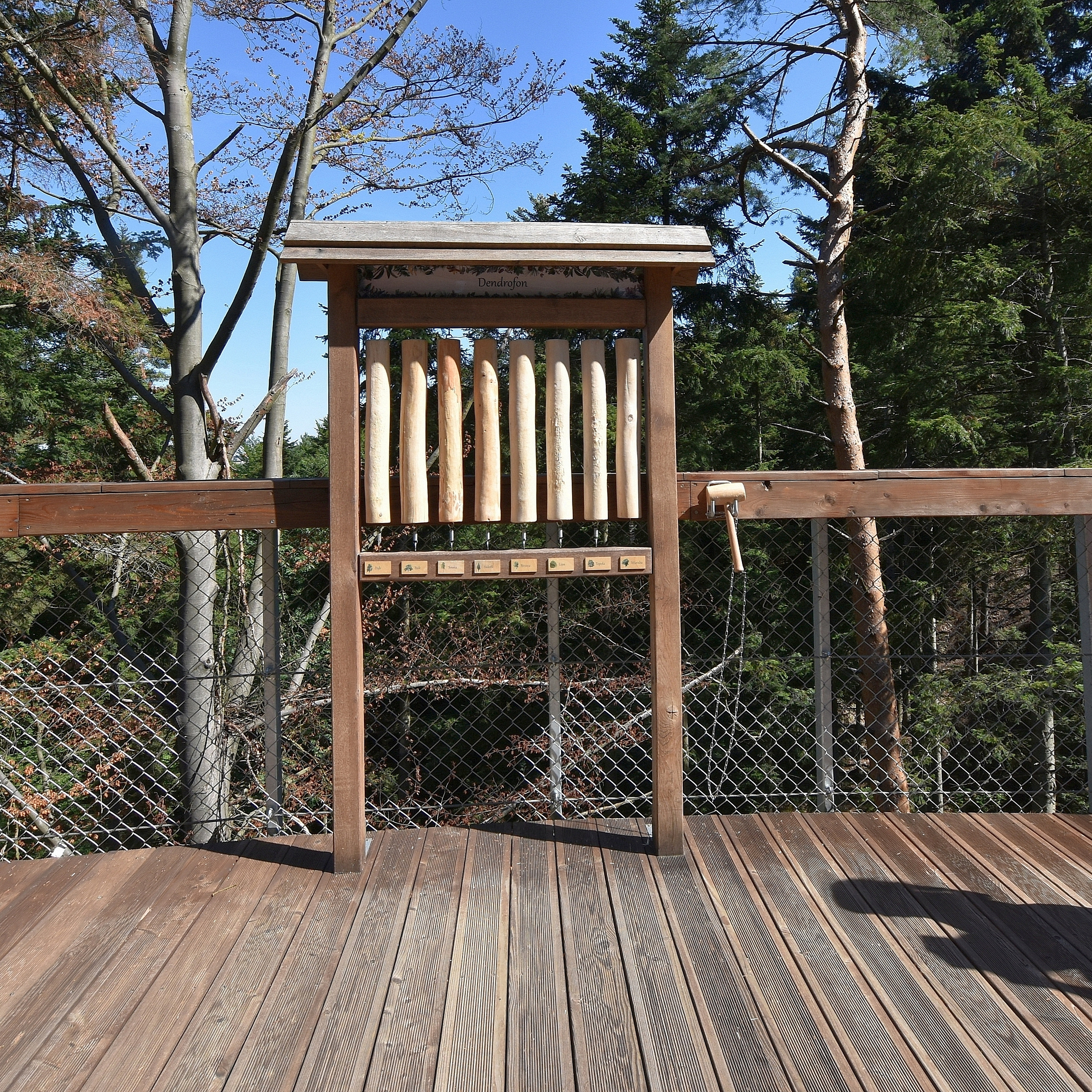
Przystanek edukacyjny
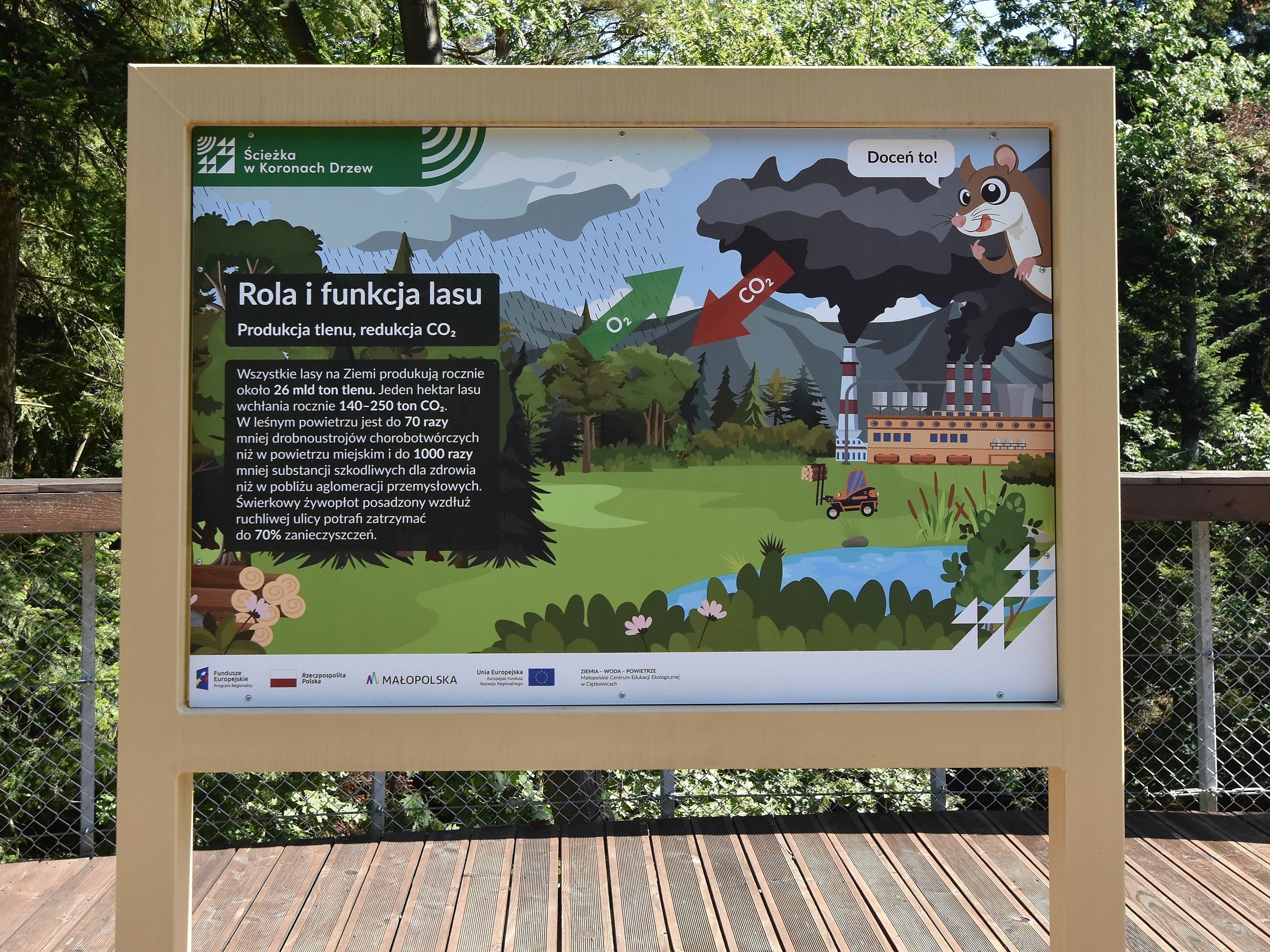
Przystanek edukacyjny